# 韩国国立大学列表
韩国国立大学是韩国政府以教育兴国为目的兴建的高等院校，其中包括十所国立旗舰大学。

## 旗舰大学
- 首尔国立大学，成立于1946年，位于韩国首尔
- 釜山国立大学，成立于1946年，位于韩国釜山
- 庆北国立大学，成立于1946年，位于韩国大邱廣域市
- 江原国立大学，成立于1947年，位于韩国江原道
- 全北国立大学，成立于1947年，位于韩国全罗北道
- 忠北国立大学，成立于1951年，位于韩国忠清北道
- 全南国立大学，成立于1952年，位于韩国全罗南道
- 忠南国立大学，成立于1952年，位于韩国忠清南道
- 济州国立大学，成立于1952年，位于韩国济州
- 庆尚国立大学，成立于1968年，位于韩国庆尚南道

## 特殊国立大学
- 韩国科学技术院
- 韓國海洋大學

## 国立教育大学
- 釜山国立教育大学
- 首尔国立教育大学

## 其它
- 江陵原州国立大学
- 群山国立大学
- 國立慶國大学
- 忠州国立大学
- 釜庆国立大学
- 公州国立大学